# Polistes dominula

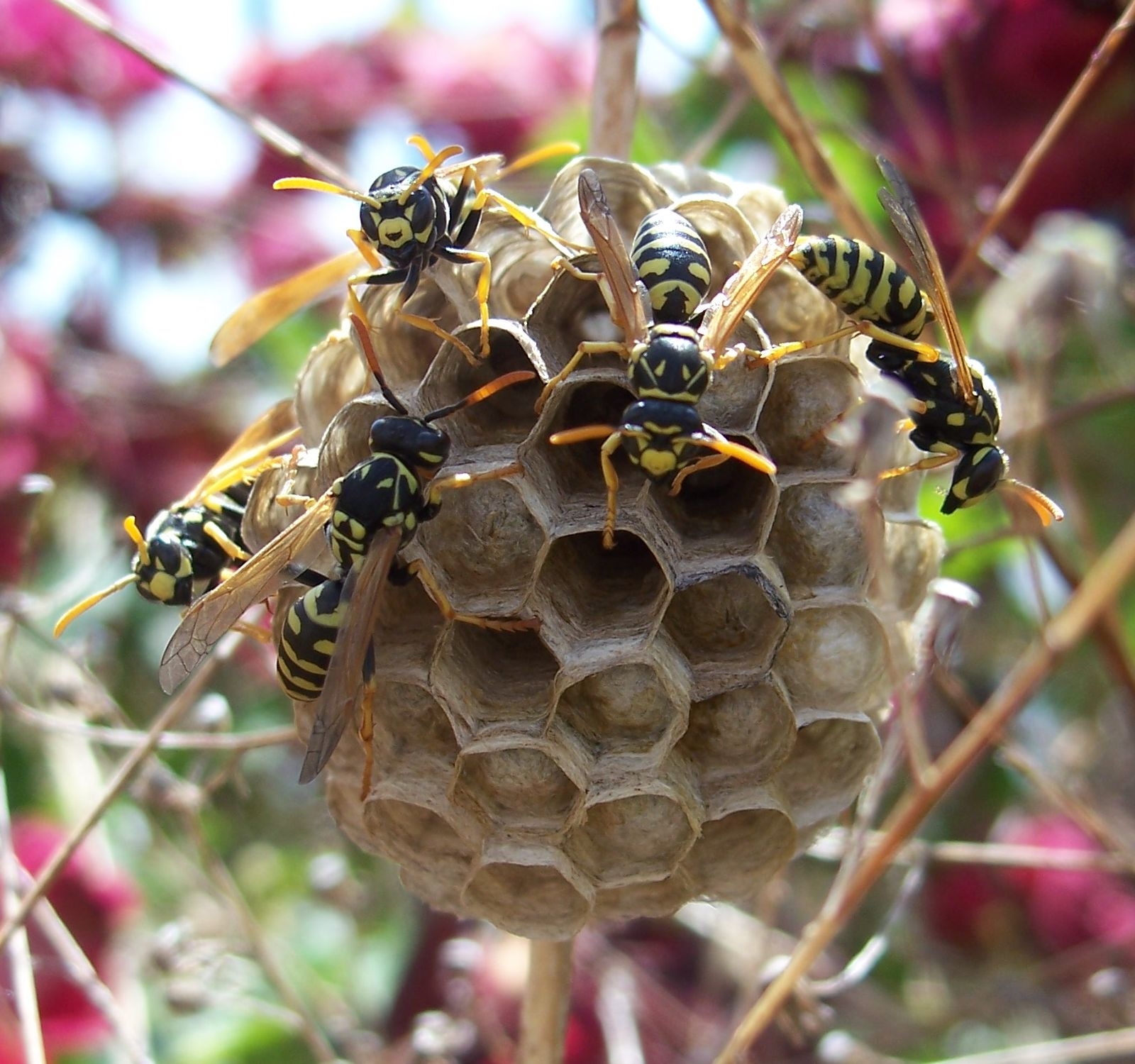
Polistes dominula

Polistes dominula (лат.) — вид общественных ос из семейства настоящие осы (Vespidae).

## Распространение
Палеарктика: от Западной Европы до Курильских островов. Монголия, Китай, северная Африка, Израиль, Иран, Афганистан, Пакистан, Сирия, Туркменистан, Турция, Узбекистан, северная Индия. Интродуцированы в США, Канаду, Чили, Австралию (Carpenter, 1996), Аргентину.

## Описание
Длина передних крыльев: 9,5—13,0 мм (♀♀), 8,5—12,0 мм (♂♂). Имеет типичную для бумажных ос пёструю чёрно-жёлтую окраску.
Polistes dominula стала инвазивной в Австралии, США и Канаде, куда была интродуцирована.

## Генетика
Геном вида Polistes dominula: 0,31 пг (C value).

## Таксономия
Иногда использовалось ошибочное написание dominulus для dominula, которое не склоняется при переносе из одного рода (Vespa) в другой (Polistes), так как является именем существительным. До 1985 года этот вид часто смешивали с близким видом Polistes gallicus.

#### Синонимия
- Polistes dominula (Christ, 1791)
  - Vespa dominula Christ, 1791
  - Polistes italica Herrich-Schäffer, 1840
  - Polistes maculatus Rudow, 1889
  - Polistes merceti Dusmet, 1903
  - Polistes dominulus (Christ) Auct. (misspelling)